# Водопад Копрен
Копрен је други највиши водопад у Србији одмах после водопада Калуђерски скокови.
Налази се на Старој планини североисточно од Пирота на речици Дабиџин поток, у подножју врха Копрен, по коме је и добио име. Висок је 103,5 метара и састоји се од неколико каскада, са просечним падом од 56,4 степена. Осим што је највиши, Копрен се налази и на највећој надморској висини - 1.820 метара. 

## Галерија
- Околина водопада обрасла је Клеком, која отежава приступ.
- Водопад Копрен.